# Аминьи-Руи
Аминьи-Руи́ (фр. Amigny-Rouy) — коммуна во Франции, находится в регионе Пикардия. Департамент коммуны — Эна. Входит в состав кантона Шони. Округ коммуны — Лан.
Код INSEE коммуны — 02014.

## Население
Население коммуны на 2010 год составляло 731 человек.
| 1962 | 1968 | 1975 | 1982 | 1990 | 1999 | 2010 |
| ---- | ---- | ---- | ---- | ---- | ---- | ---- |
| 504  | 546  | 515  | 622  | 693  | 626  | 731  |

## Экономика
В 2010 году среди 478 человек трудоспособного возраста (15—64 лет) 329 были экономически активными, 149 — неактивными (показатель активности — 68,8 %, в 1999 году было 67,3 %). Из 329 активных жителей работали 293 человека (161 мужчина и 132 женщины), безработных было 36 (19 мужчин и 17 женщин). Среди 149 неактивных 32 человека были учениками или студентами, 55 — пенсионерами, 62 были неактивными по другим причинам.